# 토압

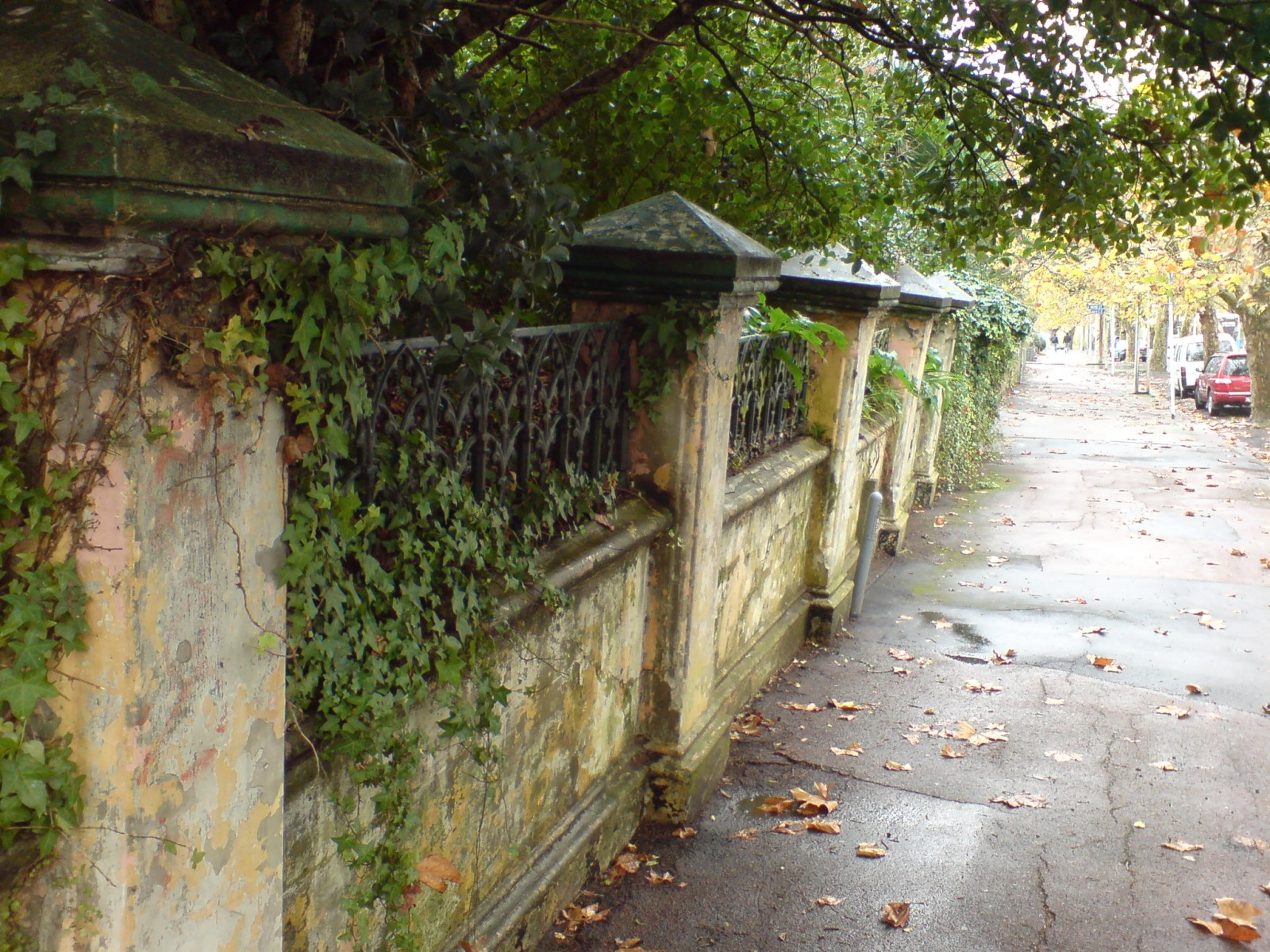
토압으로 인해 바깥으로 휜 옹벽

토압(土壓)은 흙에 중력과 직교하는 방향으로 작용하는 수평 압력이다.

## 수평 토압 이론
수평 토압 이론(水平土壓理論)은 흙에 중력과 직교하는 방향으로 작용하는 수평 압력을 계산하는 이론이다. 횡방향 토압 이론 혹은 간단히 토압 이론이라고도 한다. 옹벽, 널말뚝과 같은 흙막이 구조물은 흙으로부터 수평 압력을 받으며 이를 지지하는 역할을 하는데, 이러한 흙막이 구조물을 설계하기 위해서 수평 토압 이론이 적용된다.
수평 토압은 연직 방향으로 작용하는 수직 응력 {\displaystyle \sigma _{v}}에 대한 수평 응력 {\displaystyle \sigma _{h}}의 비, 즉 토압 계수 {\displaystyle K}를 이용해 나타낼 수 있다.
{\displaystyle K={\frac {\sigma _{h}}{\sigma _{v}}}}

## 수평 토압의 종류
수평 토압은 정지 토압(earth pressure at rest, 靜止土壓; {\displaystyle P_{0}}), 주동 토압(active earth pressure, 主動土壓; {\displaystyle P_{a}}), 수동 토압(passive earth pressure, 受動土壓; {\displaystyle P_{p}})의 세 가지로 구분된다.
- 정지 토압 : 흙막이 구조물에 항복을 일으키지 않고 수평방향 변위가 없는 경우의 토압
- 주동 토압 : 흙이 팽창 변형을 받아 파괴가 일어나는 순간의 토압(즉 옹벽이 뒤채움 흙의 압력에 의해 전방으로 전도되려는 경우에 작용하는 토압)
- 수동 토압 : 흙이 압축 변형을 받아 파괴가 일어나는 순간의 수평 토압(벽체가 외력을 받아서 뒤채움 흙쪽으로 눌려 뒤채움 흙이 파괴가 일어날 때의 토압)

수평 토압을 계산하는 이론에는 여러 가지가 있다.

## 정지 토압의 계산

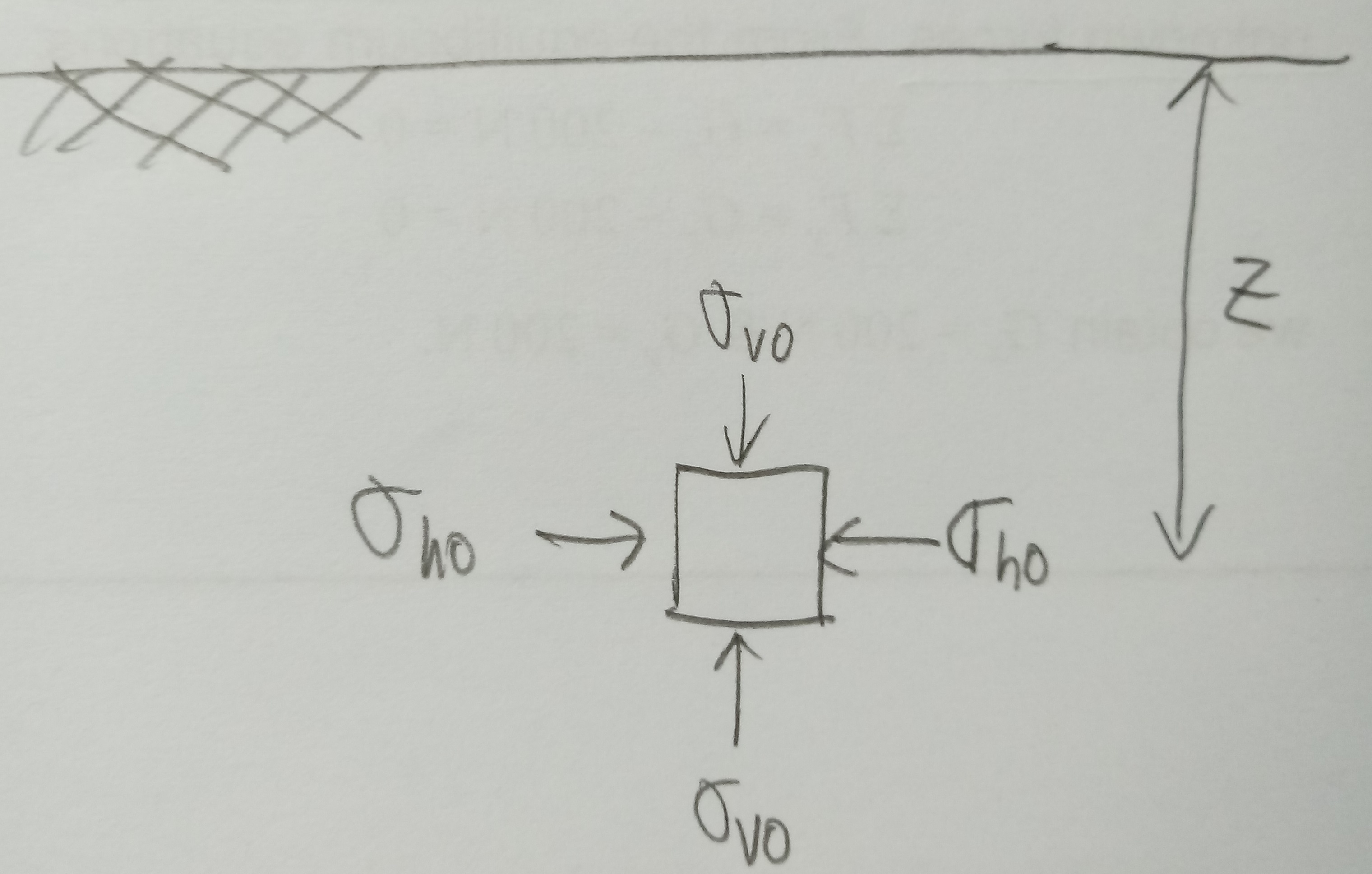
정지 상태 지반 내 응력

지하 배수구, 박스 암거, 지하실의 벽체 등과 같이 변위를 거의 허용하지 않는 구조물에 작용하는 토압을 계산하는 데 쓰이는 정지 토압 계수 {\displaystyle K_{0}}는 팽창계 시험, 공내 재하 시험 등을 하여 결정할 수 있다.
{\displaystyle K_{0}={\frac {\sigma _{h0}}{\sigma _{v0}}}}
간단하게 계산할 수 있도록 제안된 여러가지의 경험식도 존재한다. 사질토 및 정규압밀토에 대해 재키(Jaky)가 제안한 공식은 다음과 같다.
{\displaystyle K_{0}=1-\sin \phi '}
여기서 {\displaystyle \phi '}는 유효응력으로 표시된 내부마찰각(또는 전단저항각)이다. 과압밀점토에 대해서는
{\displaystyle K_{0}=(1-\sin \phi ')\times OCR^{\sin \phi '}}
브루커와 아이얼랜드가 정규압밀점토에 대해 제안한 공식은 다음과 같다.
{\displaystyle K_{0}=0.95-\sin {\bar {\phi }}}
여기서 {\displaystyle {\bar {\phi }}}는 배수마찰각이다. 과압밀비를 {\displaystyle OCR}이라고하면, 과압밀점토에 대해서,(즉 OCR>1인 경우)
{\displaystyle K_{0_{oc}}=K_{0_{nc}}{\sqrt {OCR}}}
이다. 여기서 {\displaystyle K_{0_{oc}}}는 과압밀점토의 수평 토압 계수, {\displaystyle K_{0_{nc}}}는 정규압밀점토의 수평 토압 계수이다.

## 주동 및 수동 토압의 계산

### 랜킨의 이론
1857년에 랜킨(Rankine)에 의해 제안된 이론은 소성 평형 상태에서 주동 토압과 수동 토압을 해석적으로 계산할 수 있는 방법을 제시한다. 랜킨의 이론에서는 토압의 합력이 지표면과 평행하게 작용하며, 흙은 점착력이 없으며(c=0), 벽체는 마찰이 없고, 벽체와 흙의 접촉면은 수직하며, 파괴시의 활동면은 평면이라고 가정한다. 주동 토압 계수{\displaystyle K_{a}}와 수동 토압 계수{\displaystyle K_{p}}는 다음의 식으로 계산된다.
{\displaystyle K_{a}=\cos \beta {\frac {\cos \beta -{\sqrt {\cos ^{2}\beta -\cos ^{2}\phi }}}{\cos \beta +{\sqrt {\cos ^{2}\beta -\cos ^{2}\phi }}}}}
{\displaystyle K_{p}=\cos \beta {\frac {\cos \beta +{\sqrt {\cos ^{2}\beta -\cos ^{2}\phi }}}{\cos \beta -{\sqrt {\cos ^{2}\beta -\cos ^{2}\phi }}}}}
여기서 {\displaystyle \beta }는 지표면이 수평면과 이루는 각도, {\displaystyle \phi }는 흙의 내부마찰각이다. {\displaystyle \beta =0}인 경우엔 식이 다음과 같이 간단하게 된다.
{\displaystyle K_{a}={\frac {1-sin\phi }{1+sin\phi }}=tan^{2}\left(45^{\circ }-{\frac {\phi }{2}}\right)}
{\displaystyle K_{p}={\frac {1+sin\phi }{1-sin\phi }}=tan^{2}\left(45^{\circ }+{\frac {\phi }{2}}\right)}
위 식에서 {\displaystyle K_{a}\cdot K_{p}=1}로, 주동 토압 계수와 수동 토압 계수는 서로 역수 관계에 있다는 것을 알 수 있다.

#### 응력경로
사질토에 대한 응력경로는 오른쪽 그림과 같다. 정지토압 상태는 K0 선 상에, 주동 또는 수동토압으로 인해 파괴된 경우는 Kf 선상에 있어야 한다.
초기응력(정지토압 상태) : A점
{\displaystyle p={\frac {(1+K_{0})\sigma _{v}}{2}},\quad q={\frac {(1-K_{0})\sigma _{v}}{2}}}
K0 선 기울기
{\displaystyle {\frac {q}{p}}={\frac {1-K_{0}}{1+K_{0}}}}
주동토압 : C점
{\displaystyle p={\frac {\sigma _{v}+\sigma _{a}}{2}}={\frac {(1+K_{a})\sigma _{v}}{2}},\quad q={\frac {\sigma _{v}+\sigma _{a}}{2}}={\frac {(1-K_{a})\sigma _{v}}{2}}}
1사분면 Kf 선 기울기
{\displaystyle \tan \alpha ={\frac {1-K_{a}}{1+K_{a}}}}
수동토압 : B점
{\displaystyle p={\frac {\sigma _{v}+\sigma _{p}}{2}}={\frac {(1+K_{p})\sigma _{v}}{2}},\quad q={\frac {\sigma _{v}-\sigma _{p}}{2}}={\frac {(1-K_{p})\sigma _{v}}{2}}}
4사분면 Kf 선 기울기
{\displaystyle -\tan \alpha ={\frac {1-K_{p}}{1+K_{p}}}}

#### 옹벽에 작용하는 토압

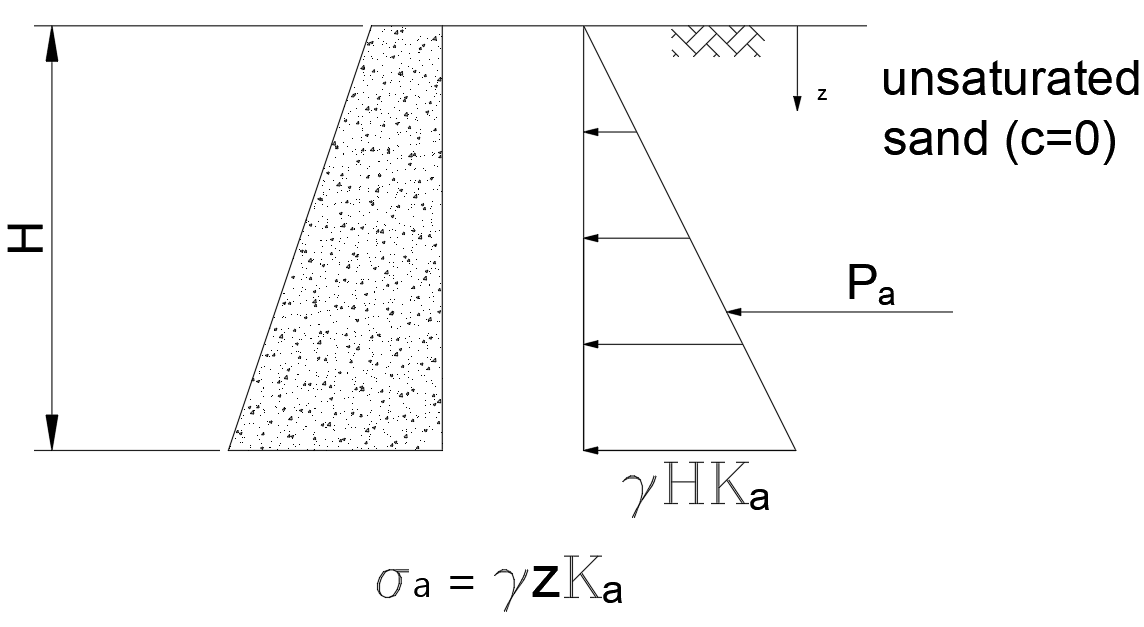
지표가 수평이고, i=0, c=0인 경우 옹벽에 작용하는 토압

지표가 수평이고, i=0, c=0인 경우 옹벽에 작용하는 토압은 다음과 같다.
주동토압 {\displaystyle P_{a}={\frac {1}{2}}\gamma HK_{a}\times H={\frac {1}{2}}\gamma H^{2}K_{a}}
수동토압 {\displaystyle P_{p}={\frac {1}{2}}\gamma HK_{p}\times H={\frac {1}{2}}\gamma H^{2}K_{p}}
작용점 {\displaystyle y={\frac {H}{3}}}

#### 지표면에 등분포 하중이 작용하는 경우 토압

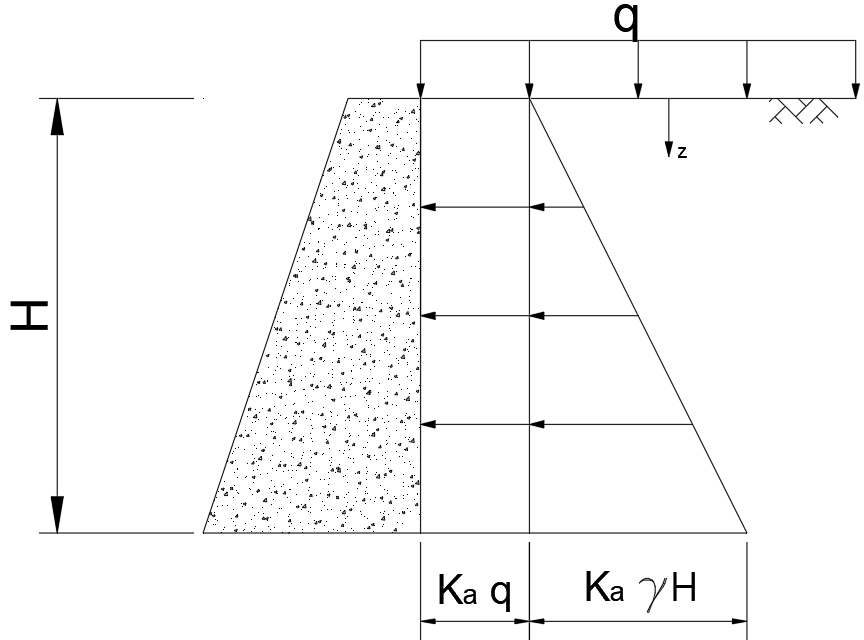
지표가 수평이고, i=0, c=0이며 등분포 하중 q가 작용하는 경우 옹벽에 작용하는 토압

지표가 수평이고, i=0, c=0이며 등분포 하중 q가 작용하는 경우 옹벽에 작용하는 토압은 다음과 같다.
주동토압 {\displaystyle P_{a}={\frac {1}{2}}\gamma HK_{a}\times H+qK_{a}H={\frac {1}{2}}\gamma H^{2}K_{a}+qK_{a}H}
수동토압 {\displaystyle P_{p}={\frac {1}{2}}\gamma HK_{p}\times H+qK_{p}H={\frac {1}{2}}\gamma H^{2}K_{p}+qK_{p}H}

#### 지표면이 지하수면과 일치하는 경우 토압

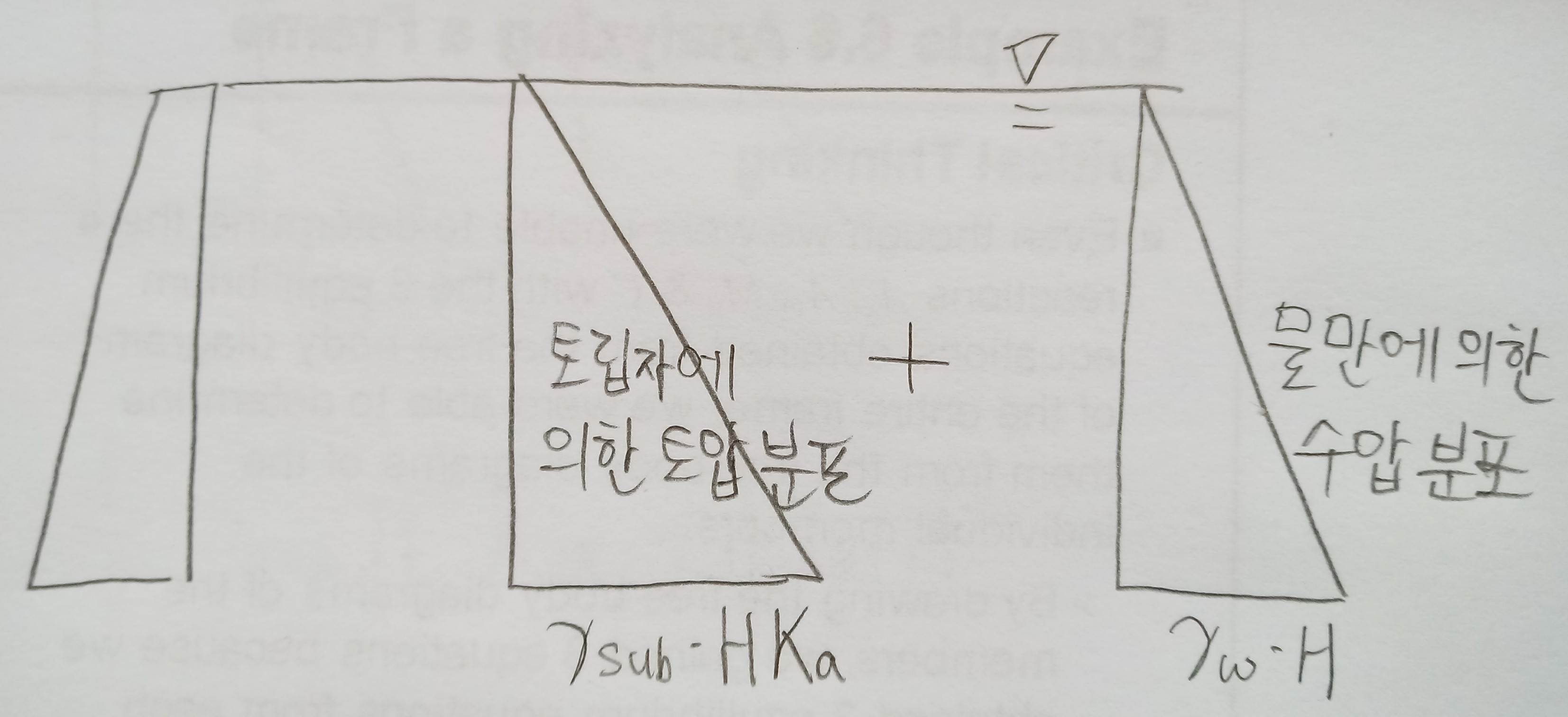
지표가 수평이고, 지하수면이 지표면과 일치하는 경우 옹벽에 작용하는 토압

지표가 수평이고, 지하수면이 지표면과 일치하는 경우 옹벽에 작용하는 토압은 다음과 같다. 토립자만에 의한 토압과 물만에 의한 수압을 따로 합력을 구해 서로 더해준다. 이때 수압은 미소 요소에 대해 모든 방향에서 동일하게 작용하므로 토압계수를 곱해주지 않는다.
주동토압 {\displaystyle P_{a}={\frac {1}{2}}\gamma _{sub}HK_{a}\times H+{\frac {1}{2}}\gamma _{w}H\times H={\frac {1}{2}}\gamma _{sub}H^{2}K_{a}+{\frac {1}{2}}\gamma _{w}H^{2}}
수동토압 {\displaystyle P_{p}={\frac {1}{2}}\gamma _{sub}HK_{p}\times H+{\frac {1}{2}}\gamma _{w}H\times H={\frac {1}{2}}\gamma _{sub}H^{2}K_{p}+{\frac {1}{2}}\gamma _{w}H^{2}}

#### 점성토의 토압
벨(Bell)은 점착력이 있는({\displaystyle c\neq 0}) 흙에 대해서 다음과 같은 식을 제안한 바 있다.
{\displaystyle \sigma _{h}=K_{a}\sigma _{v}-2c{\sqrt {K_{a}}}\ }
{\displaystyle \sigma _{h}=K_{p}\sigma _{v}+2c{\sqrt {K_{p}}}\ }
인장 응력이 생기는 한계 깊이인 점착고(인장 균열 깊이)는 다음과 같다.
{\displaystyle z_{c}={\frac {2c}{\gamma }}tan(45^{\circ }+{\frac {\phi }{2}})={\frac {2c}{\gamma }}{\sqrt {K_{p}}}}
한계고는 토압의 합력이 0이 되는 깊이이며 점성토에 있어서 연직으로 굴착 가능한 깊이다.
{\displaystyle H_{c}=2z_{c}={\frac {4c}{\gamma }}tan(45^{\circ }+{\frac {\phi }{2}})={\frac {4c}{\gamma }}{\sqrt {K_{p}}}}

### 쿨롱의 이론
쿨롱(Coulomb)은 흙이 등방성이고 균질하며 점착력이 있고, 파괴 토체는 쐐기모양의 강체이며, 벽체의 마찰력이 존재하고, 전단저항력은 파괴면을 따라 균등하게 작용하며, 파괴면은 평면이라는 가정 하에 주동 토압과 수동 토압을 각각 계산하는 다음과 같은 식을 제안하였다.
{\displaystyle K_{a}={\frac {\sin ^{2}\left(\alpha +\phi \right)}{\sin ^{2}\alpha \sin \left(\alpha -\delta \right)\left(1+{\sqrt {\frac {\sin \left(\phi +\delta \right)\sin \left(\phi -\beta \right)}{\sin \left(\alpha -\delta \right)\sin \left(\alpha +\beta \right)}}}\ \right)^{2}}}}
{\displaystyle K_{p}={\frac {\sin ^{2}\left(\alpha -\phi \right)}{\sin ^{2}\alpha \sin \left(\alpha +\delta \right)\left(1-{\sqrt {\frac {\sin \left(\phi +\delta \right)\sin \left(\phi +\beta \right)}{\sin \left(\alpha +\delta \right)\sin \left(\alpha +\beta \right)}}}\ \right)^{2}}}}
여기서 {\displaystyle \alpha }는 벽체와 흙의 접촉면이 벽체 저판과 이루는 각도, {\displaystyle \beta }는 지표면이 수평면과 이루는 각도, {\displaystyle \phi }는 파괴면의 연직 방향과 반력이 이루는 각도, {\displaystyle \delta }는 토압의 합력이 벽체 배면의 연직 방향과 이루는 각도이다.
쿨롱의 토압이론은 중력식 옹벽의 설계에 쓰인다.

## 토압분포와 토압 합력

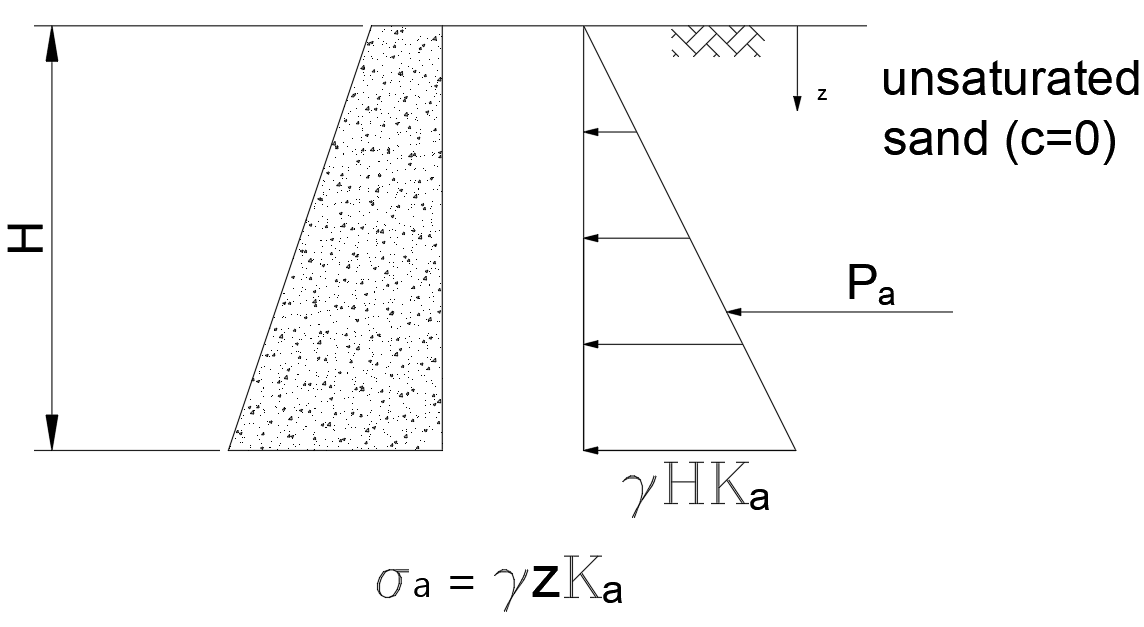
그림 1. 제방의 단면에 대한 그림

토압 합력의 단위는 힘의 단위가 되어야 한다. 제방의 단면도를 그려놓고 토압 합력을 구하는 경우 단위가 힘/길이가 나온다. 합력인데 힘의 단위가 아닌 힘/길이 단위가 나오는 것은 다음과 같은 이유에서다.
우선 단면도에서 임의 깊이 지점에 걸리는 토압을 생각해보자. 편의상 벽체의 뒤채움 흙은 점착력이 없는 비포화 모래지반으로 생각한다.
{\displaystyle \sigma _{a}=\gamma zK_{a}}
여기서 곱해지는 값들의 단위를 생각해보면
- γ : kN/m3
- z : m
- Ka : 무차원

따라서 σa는 kN/m2이 된다. 즉 압력과 단위가 같다.
그런데 구하고자 하는 것은 토압의 합력이다. 토압 합력은 토압 분포도의 면적과 같다. 토압분포가 삼각형이므로 삼각형의 면적을 계산하면
{\displaystyle {\begin{aligned}P_{a}&={\frac {1}{2}}\gamma HK_{a}\cdot H\quad (\because z=H_{a})\\&={\frac {1}{2}}\gamma H^{2}K_{a}\\\end{aligned}}}
다시 단위를 생각해보자.
- γ : kN/m3
- H2 : m2
- Ka : 무차원

따라서 Pa는 kN/m 단위가 된다. 이것은 단위길이(1m)당 토압분포의 합력을 말한다. 일반적으로 제방은 1m만 쌓지 않을 것이다. 그림 2처럼 제방을 L만큼 길게 쌓는다고 한다면 토압 합력은 다음과 같다.
{\displaystyle {\begin{aligned}P_{a\ total}&=P_{a}L\\&={\frac {1}{2}}\gamma H^{2}K_{a}\cdot L\\\end{aligned}}}
역시 단위를 생각해보자.
- γ : kN/m3
- H2 : m2
- L : m
- Ka : 무차원

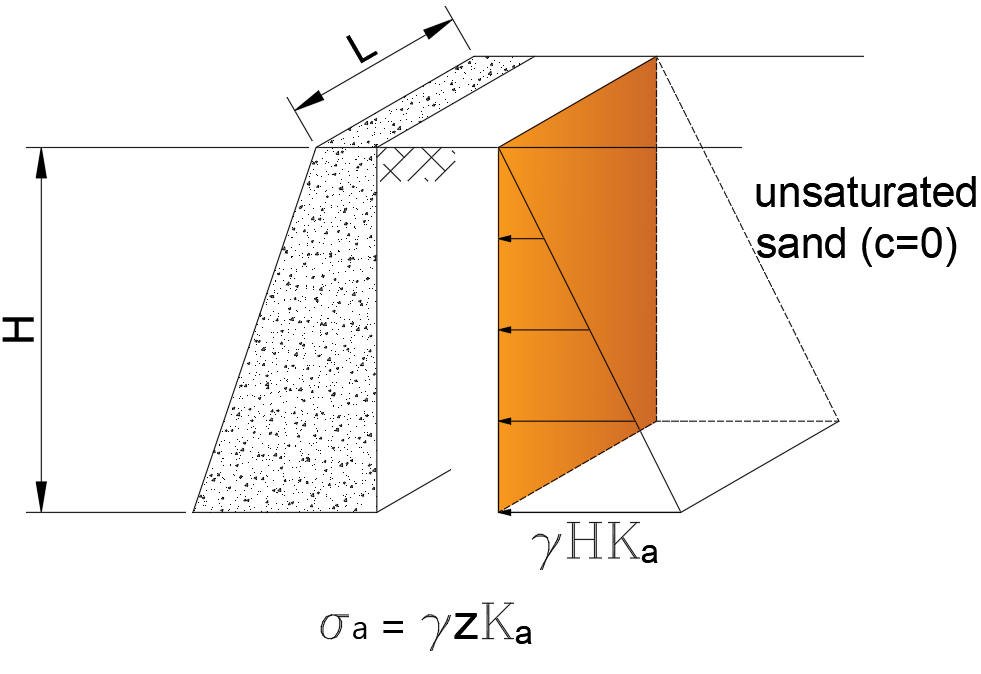
그림 2. 실제 제방은 L만큼의 길이가 있을 것이다.

따라서 Pa total은 kN 단위가 된다. 토압의 합력을 구할 때, 요구하는 값이 제방의 단위길이 당 값이면 위에서 설명했듯이 단위가 kN/m이다. 벽체를 설계할 때, 제방의 전 길이를 곱해서 구한 총 합력값을 단위길이만큼의 벽체에 사용하진 않을 것이다. 단위길이의 벽체 단면을 설계하려면 단위길이만큼의 토압 합력을 사용해야할 것이다. 그래서 1m당 토압 합력을 구하는 것이다.

## 같이 보기
- 토질역학

## 참고 문헌
- 김명모, 《토질역학》, 4판, 文運堂, 2000
- 김상규, 《개정판 토질역학 -이론과 응용-》, 2판, 淸文閣, 2006
- 《토목기사 과년도 - 토질 및 기초》, 성안당, 2015
- 이인모 (2013). 《토질역학의 원리》 2판. 씨아이알. ISBN 9791156100096.